# جون آدامز
جون آدامز الابن (بالإنجليزية: John Adams)‏ (30 أكتوبر (19 أكتوبر حسب التاريخ اليولياني) 1735 - 4 يوليو 1826) هو سياسي أمريكي شغل منصب الرئيس الثاني للولايات المتحدة (1797-1801) وأول نائب للرئيس (1789-1797). وكان محاميا ودبلوماسيا ورجل دولة ومنظرا سياسيا، وهو أحد الآباء المؤسسين وكان زعيم حركة الاستقلال الأمريكية عن بريطانيا العظمى. وكان أيضا كاتب يوميات ورسائل، وبالأخص مع زوجته أبيجيل.

رسم تخيلي من الذكاء الاصطناعي.

تعاون جون آدامز مع ابن عمه، الزعيم الثوري صموئيل آدامز، لكنه كوّن مكانته الخاصة قبل الثورة الأمريكية. قدم دفاعا قانونيا ناجحا (وإن لم يكن شعبيا) عن الجنود البريطانيين المتهمين في مذبحة بوسطن، حيث واجه مشاعر الناس المعادية لبريطانيا مدفوعا بتمسكه بحق الاستعانة بمحام وافتراض البراءة. كان آدماز مندوبا عن ماساتشوستس إلى الكونغرس القاري، حيث لعب دورا قياديا في إقناع الكونغرس بإعلان الاستقلال. وساعد توماس جيفرسون في صياغة إعلان الاستقلال في عام 1776، وكان من أبرز مناصريه في الكونغرس. كما كان دبلوماسيا في أوروبا، وساعد في التفاوض على معاهدة سلام في النهاية مع بريطانيا العظمى، وحصل على قروض حكومية حيوية من المصرفيين في أمستردام. كان آدامز المؤلف الرئيسي لدستور ماساتشوستس في عام 1780. وقد أثر ذلك على تطور دستور أمريكا نفسها، كما فعل عمله السابق «أفكار حول الحكومة» (1776).
أمن له تاريخه كثوري مخلص نيابة الرئيس جورج واشنطن لفترتين (1789-1797)، وكذلك انتخابه في عام 1796 كرئيس ثان للبلاد. واجه آدامز انتقادات شديدة في رئاسته من الجمهوريين الجيفرسونيين، وكذلك الفصيل المهيمن في حزبه الفدرالي، بقيادة منافسه ألكسندر هاميلتون. ووقع آدامز على قوانين الأغراب والفتنة المثير للجدل، وقام ببناء الجيش والبحرية في مواجهة «شبه الحرب» غير المعلنة مع فرنسا. وكان الإنجاز الرئيسي لرئاسته هو الحل السلمي للصراع أمام معارضي هاملتون. غالبا ما يوصف آدامز بأنه «أب البحرية الأمريكية» بسبب موقفه القوي بشأن مسألة الدفاع. وكان أول رئيس أمريكي يقيم في القصر التنفيذي، المعروف الآن باسم البيت الأبيض.
خسر آدامز إعادة انتخابه في عام 1800 أمام توماس جيفرسون، وتقاعد بعدها إلى ماساتشوستس. واستأنف لاحقا صداقته مع جيفرسون بعد تقاعده ظلا يتراسلان لأربعة عشر عاما. كان رب عائلة من السياسيين والدبلوماسيين والمؤرخين يشار إليهم الآن باسم عائلة آدامز السياسية. وكان آدامز والد جون كوينسي آدامز، الرئيس السادس للولايات المتحدة. توفي في الذكرى السنوية الخمسين لإعلان الاستقلال، وفي نفس اليوم الذي توفي فيه جيفرسون. وقد وضعه المؤرخون الحديثون في المجمل في مرتبة إيجابية بين الرؤساء.
جون آدامز

## سنواته المبكّرة وتعليمه

### سنوات طفولته
وُلِد جون آدامز في 30 أكتوبر 1735، لوالدَيه جون آدامز وسوزانا بويلستون. كان لديه أخوان أصغر سنًّا، بيتير وإيليهو. وُلِد آدامز في مزرعة العائلة في برينتري، في ولاية ماساتشوستس. كانت أمّه مِن عائلة طبيّة مرموقةٍ من بروكلاين المعاصرة في ماساتشوستس. أما والده فقد كان شمّاسًا في الكنيسة الأبرشانيّة، ومزارعًا، وإسكافيًّا، وملازمًا في حَرَس ماساتشوسيتس الوطنيّ. وعمل جون آدامز الأب كمسيّر أمور محليّة (عضوًا في المجلس المحلّي) وأشرف على بناء المدارس وشقّ الطرقات. لطالما امتدح آدامز أباه واستذكر علاقتهما الوطيدة. حوالي العام 1638، هاجر والد جدّ آدامز، هينري آدامز، إلى ماساتشوسيتس قادمًا مِن برينتري، إيسيكس، بإنجلترا.
رغم نشأته في بيئة متواضعة، فقد كبُر آدامز مع شعورٍ ملحٍّ يدفعه للوفاء لإرثه، إذ كان من عائلة بيوريتانية، وهو الأمر الذي تركَ أعظم الأثر في ثقافة منطقتهم، وقوانينها، وتقاليدها. في الوقت الذي وُلِد فيه جون آدامز، كانت العديد من العقائد البيوريتانية –كالإيمان بالجبر– قد خبَتْ، وطرأ الاعتدال على الكثير من ممارساتهم الدينية المتشدّدة، ولكن آدامز داوم على الاعتقاد بأنهم «حمَلة شعلة الحريّة، وقضيّتها المقدّسة بالدرجة الأولى». ذكر آدامز أنّ والدَيه «لم يكنّا سوى الازدراء لكلّ فردٍ يؤمن بالفلسفة الإباحية»، وأشار بالتفصيل إلى اعتبارهم «تجسيدًا للمهانة والوضاعة والبَوَار» الناجم عن أيّ فجور. لاحظ آدامز فيما بعد أنّ «بالنسبة لي كطفل، فقد حظيتُ بأعظم نعمة ممكنةٍ لأيّ شخص، ألا وهي وجود أمّ حريصةٍ وقادرةٍ على تهذيب شخصيّات أطفالها».
نظرًا لكون آدامز الأكبر بين إخوته، فقد كان مُجبرًا على تحصيل تعليم رسميّ بدأه في سنّ السادسة في مدرسة ابتدائية للأولاد والبنات؛ عُقدت الدروس في منزل الأستاذ، وتركّزت على دراسة  كتاب نيو إنجلاند التمهيدي. بعد ذلك بفترة وجيزة، التحق آدامز بمدرسة برينتري اللاتينية، حيث اشتمل المنهاج على دراسة اللغة اللاتينية، والبلاغة، والمنطق، والحساب، وأدار المدرسة جوزيف كليفيرلي. شهدت فترة تعليم آدامز المبكّرة حوادث غياب غير مبرّرة، وكرهه لمعلّمه، ورغبته بالعمل مزارعًا. وانتهت جميع النقاشات بهذا الخصوص بالأمر الذي أصدره والده أنْ عليه متابعة تعليمه: «عليك الامتثال لأوامري». وظّف والد آدامز معلّمًا جديدًا، اسمه جوزيف مارش، وتجاوب ابنُه جون مع هذا المعلّم بشكلٍ إيجابي.

### تعليمه الجامعي ومرحلة النضج
في سنّ السادسة عشرة، التحق آدامز بجامعة هارفارد في العام 1751، وكان معلّمه جوزيف ميهيو. كشخص بالغ، كان آدامز باحثًا أكاديميًّا جادًّا، درس أعمال الكتّاب الأقدمين مِن أمثال ثوسيديديس، وأفلاطون، وشيشرون، وتاسيتوس بلغاتهم التي كتبوا بها. رغم آمال والده بأن يصبح آدامز كاهنًا، ففي العام 1755 بعد تخرّجه بدرجة الإجازة في الآداب، درّس آدامز مؤقتًا في مدرسة ورستر، خلال تفكيره في طبيعة مهنته النهائية. في السنوات الأربع التالية، راح آدامز يسعى لتحقيق مكانة متميّزة، وكان مصمّمًا على أن يصبح «رجلًا عظيمًا». وهكذا قرر التحوّل إلى مهنة المحاماة لبلوغ مرامه، وكتب إلى والده أنه وجد لدى المحامين «إنجازات نبيلة وشريفة»، بينما ألفى في صفوف الكهنة، «القداسة المصطنعة عند بعض أشدّ البُلداء». تعارضت طموحاته مع معتقداته البيوريتانيّة، الأمر الذي نجم عنه بعض التحفّظات بخصوص ما سمّاه هو بنفسه «خواء المضمون» وتقصيره في مشاركة «السعادة مع إخوانه من الرجال».
مع اندلاع الحرب الفرنسية والهندية في العام 1754، نشب صراعٌ داخل آدامز ذي التسعة عشرة ربيعًا بخصوص مسؤوليته في القتال، بعد أن شهِد انخراط العديد من أقرانه في الحرب لقاءَ المال. قال آدامز لاحقًا: «لطالما تُقتُ أنْ أكون جنديًّا أكثر مِن رغبتي بالمحاماة»، ملاحِظًا أنه كان أول أفراد العائلة الذي «يتنكّس عن مناقب العائلة بتخلّيه عن كونه ضابطًا في الجيش».

## المجلس القاري
كان جون أدامز عضو الكونغرس القاري من 1774 إلى 1778. في يونيو 1775 ساند ترشيح واشنطن كقائد عام للجيش مع نظرة لترويج اتحاد المستعمرات. كان تأثيره في الكونغرس الأمريكي عظيما، وكان عجولا من البداية لانفصال المستعمرات عن بريطانيا العظمى. وفي 7 يونيو 1776 ساند القرار المشهور المقدم من قبل ريتشارد هنري لي بأن «هذه المستعمرات لها الحق بأن تكون حرة ومستقلة»، ولا أحد دافع عن هذه القرارات (التي تُبُنِّيَتْ في 2 يوليو) بشكل بليغ وعملي أمام الكونغرس مثل أدامز. وفي 8 يونيو عُيِّنَ في لجنة مع توماس جيفرسون وبنجامين فرانكلين وروبرت ليفينغستون وروجر شيرمان لصياغة إعلان الاستقلال الأمريكي؛ وبالرغم من أن تلك الوثيقة كانت قد كتبت من قبل توماس جيفرسون بطلب اللجنة، فقد كان جون أدامز هو الذي احتل المكان الأول في النقاش على تبنيه. وقبل هذا وضع أدامز على رأس مجلس الحرب والمدفعية، وخدم أيضا في العديد من اللجان المهمة الأخرى.

## في أوروبا
في عام 1778 أبحر جون أدامز لفرنسا ليحل محل سيلاس دين في اللجنة الأمريكية هناك. لكن بينما هو يستعد للرحيل ختمت تلك اللجنة المعاهدة المطلوبة للتحالف، ونصح بعد وصوله مباشرة بأن يكون عدد المفوضين مخفضا إلى واحد. واُتُّبِعَتْ نصيحته ورجع لوطنه في الوقت المناسب لينتخب عضوا في المؤتمر الذي حدد دستور ماساتشوستس عام 1780، والذي ما زال القانون الحيوي للولاية. وشكل مع جيمس باودوين وصموئيل أدامز لجنة فرعية رسمت المسودة الأولى للقرار، وأغلب المسودة أتت من قلم جون أدامز. وقبل أن ينتهي العمل أرسل ثانية إلى أوروبا، واختير في 27 سبتمبر 1779 كوزير مفوض للتفاوض في معاهدة للسلام ومعاهدة أخرى تجارية مع بريطانيا العظمى. ولم تكن الظروف عندها مناسبة للسلام؛ علاوة على ذلك فالحكومة الفرنسية لم توافق على الاختيار، بما أن أدامز لم يكن بالمرونة والسلاسة الكافية وكانوا في البداية مرتابين من الكونت فيرجين؛ وبعد ذلك عُيِّنَ بنجامين فرانكلين وتوماس جيفيرسون وجون جاي وهنري لورنز ليعاونوا أدامز. ولم يذهب جيفرسون، ولعب لورنز دورا صغيرا في المفاوضات. فترك هذا إدارة المفاوضات للثلاثة الآخرين. وكان جاي وأدامز قد شكا في حسن نوايا الحكومة الفرنسية. قرروا مخالفة تعليماتهم التي طلبت منهم أن يقوموا بكل ما يلزم من الاتصالات السرية الصريحة على كل المواضيع إلى وزراء حليفهم ملك فرنسا؛ ولا يتابعوا أي شيء من مفاوضات السلام أو الهدنة بدون معرفتهم أو التقائهم؛ وفي النهاية ليحكموا أنفسهم بنصيحة الملك ومشورته، وبدلا من ذلك، تعاملوا مباشرة مع المفوضين البريطانيين، بدون استشارة الوزراء الفرنسيين.
خلال المفاوضات كان أدامز مصمما بشكل خاص على الاعتراف بحق الولايات المتحدة على الثروات السمكية في طول ساحل أمريكا البريطاني الأمريكي. جعلت الظروف السياسية في بريطانيا العظمى في ذلك الوقت إتمام السلام أمرا ضروريا تقريبا للوزارة البريطانية، وفي النهاية نجح المفاوضون الأمريكان في ضمان معاهدة مناسبة. هذه المعاهدة التمهيدية وقعت في 30 نوفمبر 1782. أمضى أدامز بعض الوقت في هولندا قبل بدء هذه المفاوضات. في يوليو 1780 خُوِّلَ بعدة واجبات التي خصصت سابقا إلى هنري لورنز، وفي لاهاي قد نجح في تنفيذها بتفوق، وضمن هناك الاعتراف بالولايات المتحدة كحكومة مستقلة (19 أبريل 1782)، وكان يتفاوض أيضا على نيل قرض من هولندا، وفي أكتوبر 1782 وقع على معاهدة الصداقة والتجارة، وهي الأولى من نوعها بين الولايات المتحدة وقوة أجنبية وبعد ذلك في فبراير 1778 مع فرنسا.
في 1785 عين جون أدامز كأول الوزراء الأمريكان بلاط سانت جيمس وعين كسفير الولايات المتحدة لدى بريطانيا. وعندما قدم إلى ملكه السابق جورج الثالث أعلن الأخير بأنه كان مدركا لقلة ثقة السيد أدامز في الحكومة الفرنسية. وأقر السيد أدامز بهذا عندما أجابه، وأغلق الحديث بشعور صريح عندما قال: «يجب أن أقر إلى فخامتك بأنه ليس لي أي ارتباط إلا لبلادي» - عبارة لا بد وأنها تنافرت مع أحاسيس الملك.
نشر أدامز أثناء إقامته في لندن عملا بعنوان (دفاع عن دستور حكومة الولايات المتحدة) (1787). وفي هذا العمل حارب بكفاءة وجهات نظر تورغو وكتاب أوروبيين آخرين بالنسبة لعسف إطار الحكومات الرسمية. ولكنه استعمل فيها عبارات تساند الأرستقراطية، الأمر الذي أهان العديد من مواطنيه، كما في الجملة التي اقترح فيها «بأن الأغنياء، وكريمي النسب والقادرين» يجب أن يفصلوا جانبا عن الرجال الآخرين في مجلس الشيوخ.

## نيابة الرئاسة
ترشح آدامز وواشنطن في الانتخابات الرئاسية الأولى عام 1789، وفاز واشنطن بأصوات أغلب الناخبين، وترجع هزيمة آدامز جزئيا إلى ما شاب عمله «دفاع عن الدستور من مشاكل». أعلن آدامز بعدها نائب الرئيس، لكنه بدأ سنواته الثمانية في المنصب (1789-1797) بأن اشتكى وشك في العديد من الرجال البارزين. أدت اختلافات الرأي فيما يتعلق بالسياسات التي ستتبعها الحكومة الجديدة إلى تشكيل مجموعتين سياسيتين واضحتي المعالم - الفدراليون والجمهوريون الديمقراطيون - وأصبح أدامز معترفا به كأحد زعماء الفدراليين خلف إلى ألكسندر هاميلتون.

## الرئاسة
رفض واشنطن الترشح لولاية ثالثة في 1796، واختير أدامز رئيسا وهزم توماس جيفرسون؛ مع ذلك طلب ألكساندر هاملتون والإتحاديون الآخرون بأنه يجب إعطاء صوت لأدامز وتوماس بينكني، الاتحادي الآخر في الانتخابات، لكي يُقْصَى جيفرسون الذي اُنْتُخِبَ نائب رئيسا، وأيضا على أمل أن يحصل بينكني على أصوات أكثر من أدامز، وهكذا بموجب النظام المتبع آن ذاك ينتخب رئيسا، مع أنه كان من المخطط أن يكون في المركز الثاني في الحزب الاتحادي.
تميزت سنوات أدامز الأربع كرئيس (1797-1801) بتعاقب الدسائس التي نغصت حياته لاحقا؛ وتميزت أيضا بأحداث مثل إقرار قوانين العصيان والأجانب اللذان لطخا سمعة الحزب الفدرالي. علاوة على ذلك، ففد قام النزاع الفئوي داخل الحزب بنفسه؛ أصبح أدامز وهاملتون معزولين، ونظر وزراء أدامز عمليا إلى هاملتون بدلا من الرئيس كزعيمهم السياسي. كانت الولايات المتحدة في هذا الوقت قد سحبت إلى دوامة التعقيدات الأوروبية، وبدلا من أن يستغل أدامز الروح الفدائية، كرس نفسه بوطنية لضمان السلام مع فرنسا، وكان هذا ضد رغبات هاملتون وأتباعه في الوزارة. في عام 1800، كان أدامز المرشح الاتحادي للرئاسة ثانية، لكن عدم الثقة به وبحزبه، والرفض الشعبي لقوانين العصيان والأجانب وشعبية معارضة توماس جيفرسون الكبيرة، كلها اجتمعت لتسبب هزيمته.

## أواخر حياته
تقاعد آدامز إلى حياته الخاصة بعد الرئاسة. ومات في 4 يوليو 1826، عند الذكرى الخمسين لإعلان الاستقلال، في كوينسي، ماساتشوستس، وقد مات في نفس اليوم الذي مات فيه الرئيس توماس جيفرسون.
في 1764 تزوج أدامز الآنسة أبيجيل سميث (1744-1818)، ابنة كاهن جمعي في ويموث، ماساتشوستس. كانت امرأة ذات مهارة كبيرة، ورسائلها المكتوبة بأسلوب إنجليزي ممتاز هي ذات قيمة عظيمة إلى دارسي الفترة التي عاشت فيها. الرئيس جون كوينسي آدامز كان ابنهم البكر وهو جد السياسي الأمريكي تشارلز فرانسيس آدمز.

## أرقامه القياسية
توفي جون آدامز في 4 يوليو 1826 عن 90 سنة، و247 يوماً، وقد مكنه ذلك من تحقيق أرقام قياسية لفترة من الزمن، وهي:
1. أطول الرؤساء عمراً على الإطلاق، فبعد أن حطّم رقم الرئيس الأول جورج واشنطون في 22 أغسطس 1803، لم يعمّر أحد مثل آدامز حتى تجاوزه رونالد ريغان في 12 أكتوبر 2001، ثم عاش عدد آخر من الرؤساء أكثر من آدامز وهم جيرالد فورد، وجورج بوش الأب، وجيمي كارتر.
2. أطول الرؤساء الموجودين على قيد الحياة عمراً، وهو اللقب الذي حمله من وفاة جورج واشنطن في 14 ديسمبر 1799، وحتى وفاته في 4 يوليو 1826، لمدة 26 سنة، وستة أشهر، وعشرين يوماً، وقد نجح الرئيس هربرت هوفر في تحطيم رقم آدامز في 27 يوليو 1959.
3. صاحب أطول فترة تقاعد بين الرؤساء الممتدة من نهاية فترته في 4 مارس 1801، وحتى وفاته، لفترة تمتد لخمس وعشرين سنة، و122 يوماً، وقد قام هوفر أيضاً بتحطيم هذا الرقم في 5 يوليو 1958.
4. أطول نواب الرؤساء الموجودين على قيد الحياة عمراً، وهو اللقب الذي حمله منذ تنصبيه نائباً للرئيس في 21 أبريل 1789، وحتى وفاته، لمدة 37 سنة، و74 يوماً، ولم يتم أحد حتى الآن من حمل هذا اللقب لمدة أطول.
5. أطول نواب الرؤساء عمراً على الإطلاق، وقد نجح ليفي بي مورتون في تجاوزه في 19 يناير 1915. كما عاش عدد آخر من نواب الرؤساء أكثر من آدامز وهم جون نانس غارنر، وجيرالد فورد، وجورج بوش الأب.